# Роздолля (Лозівський район)
Роздо́лля — село в Лозівському районі Харківської області. Населення за переписом 2001 року становить 626 (286/340 ч/ж) осіб. входить до складу Біляївської селищної громади.

## Географія
Село Роздолля розташоване біля витоків річки Попільня, яка через 5 км впадає в Краснопавлівське водосховище. На відстані 2 км розташовані села Крюкове, Шульське і селище Краснопавлівське. Поруч проходять автомобільна дорога Т 2107 і залізниця, станція Роздольський.

## Історія
Засноване 1887 року. 
- 12 червня 2020 року, відповідно до Розпорядження Кабінету Міністрів України  № 725-р «Про визначення адміністративних центрів та затвердження територій територіальних громад Харківської області», увійшло до складу Біляївської селищної громади[1].
- 19 липня 2020 року, в результаті адміністративно - територіальної реформи та ліквідації Первомайського району, село увійшло до складу Лозівського району Харківської області[2].

## Населення

### Мова
Розподіл населення за рідною мовою за даними :
| Мова       | Кількість | Відсоток |
| ---------- | --------- | -------- |
| російська  | 368       | 58.79%   |
| українська | 258       | 41.21%   |
| Усього     | 626       | 100%     |

## Економіка
Молочно-товарна ферма.

## Відомі мешканці
- Калініченко Єлизавета Денисівна